# Jean Améry

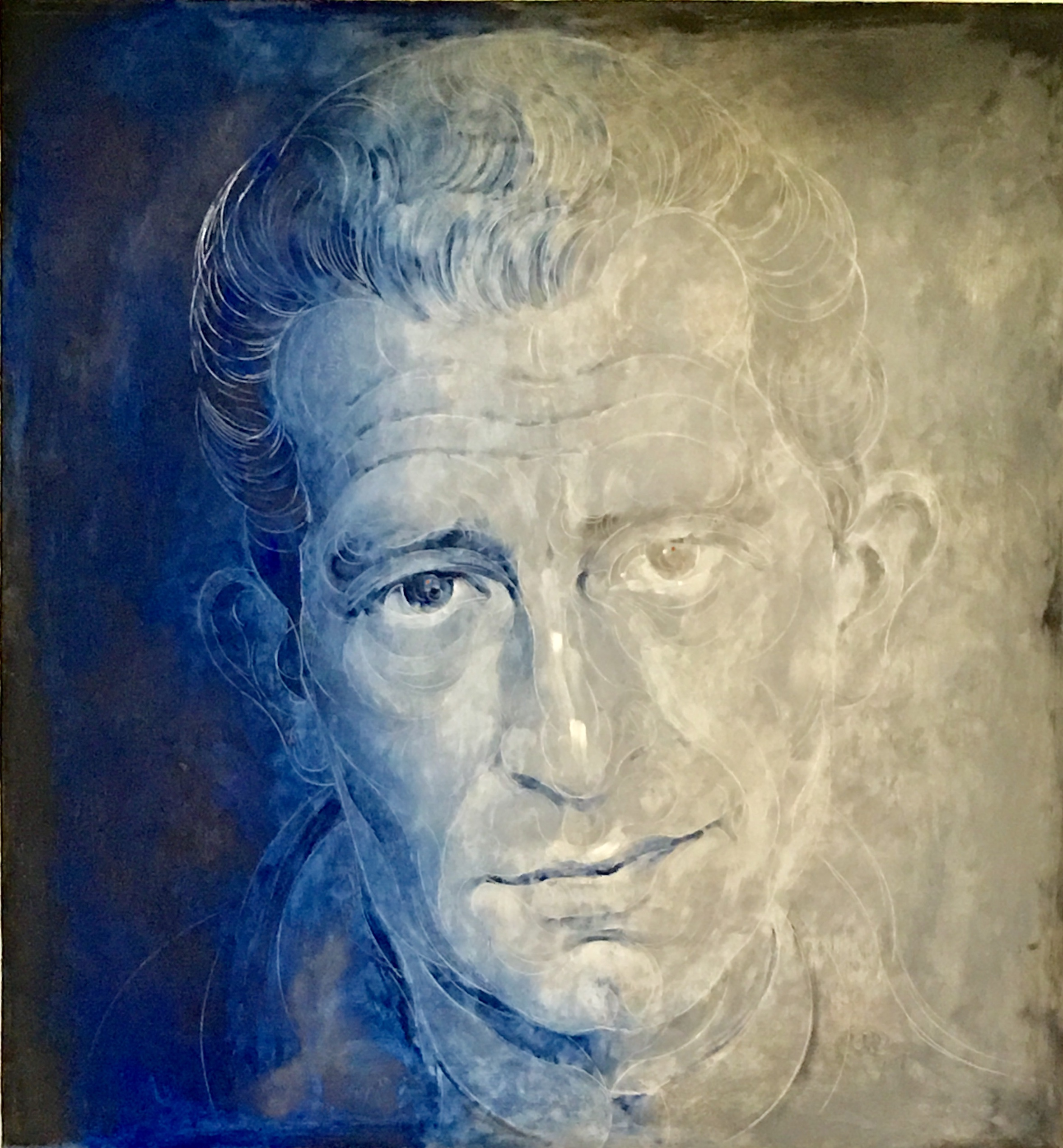
Jean Améry (von Félix De Boec, 1951)

Jean Améry (* 31. Oktober 1912 als Ha(n)ns Mayer in Wien, Österreich-Ungarn; † 17. Oktober 1978 in Salzburg) war ein österreichischer Schriftsteller, Widerstandskämpfer gegen den Nationalsozialismus und ein Opfer des Nationalsozialismus. Seit 1955 verwendete er das Pseudonym Jean Améry, wobei Améry ein Anagramm von Mayer und Jean die französische Form von Hans ist. Notariell wurde dieser Name 1966 beglaubigt.

## Leben

### Frühe Jahre in Österreich
Jean Améry war Sohn jüdischer Eltern, seine Tante die Soubrette Mila Theren. Die Familie Amérys stammt aus Hohenems in Vorarlberg. Sein Vater, Paul Mayer (1883–1917), starb als Kraftfahrzeugsoldat in einem Regiment der Tiroler Kaiserjäger im Ersten Weltkrieg aufgrund eines eingeklemmten Leistenbruchs; die Mutter Valerie, geb. Goldschmidt (* 31. August 1879; † 1. Juli 1939 in Wien), wurde durch den frühen Tod des Vaters die wesentliche Bezugsperson für ihren Sohn. Eingeschult wurde Améry am 1. September 1918 an der Phorus-Schule in Wien. Nachdem seine Mutter das heute noch bestehende „Gasthaus zur Stadt Prag“ in Bad Ischl am Fuß des Kalvarienberges gepachtet hatte, wuchs Améry im Salzkammergut in katholischem Milieu auf. Im Schuljahr 1923/24 wurde er als „Privatist“ in das Gymnasium von Gmunden aufgenommen. Im Januar 1925 verließ er ohne Noten als Zwölfjähriger die Schule; über seinen weiteren Schulbesuch ist nichts bekannt.
Im September 1926 zogen seine Mutter und er wieder nach Wien. Nach einer Zwischenstation 1929/1930 bei seinem Onkel Hans May in Berlin machte er unter der Anleitung von Leopold Langhammer eine Buchhändlerlehre in der „Buchhandlung und dem Zeitungsbureau Hermann Goldschmid“. Danach war er von 1930 bis 1938 als Buchhandlungsgehilfe in der Buchhandlung der Volkshochschule Leopoldstadt angestellt.
Der Autor Améry kann als Autodidakt gelten, der sich als freier Hörer auch an der Universität Wien durch literarische und philosophische Vorlesungen bildete. Und er begegnete Hermann Broch, Robert Musil und Elias Canetti. An der Volkshochschule Leopoldstadt lasen in diesen Jahren noch viele andere Literaten (Albert Paris Gütersloh, Max Brod, Franz Theodor Csokor, Felix Braun, Erika Mitterer u. a. m.). Prägend für Améry war damals auch der sog. Wiener Kreis mit den Philosophen Moritz Schlick, Ludwig Wittgenstein, Friedrich Waismann, Otto Neurath und Rudolf Carnap. Die Begründer des Logischen Positivismus waren an der Schulreform und der Volksbildungsarbeit engagiert, denn die von ihnen entwickelten Denkwerkzeuge sollten im Sinne der Aufklärung gegen den verbreiteten Irrationalismus wirken. In dieser Zeit war Améry Herausgeber der literarischen Zeitschrift Die Brücke zusammen mit Ernst Theodor Mayer, den er seit der Volksschule kannte. Die erste Ausgabe erschien am 12. Februar 1934. Zur gleichen Zeit war Améry vermutlich als Waffentransporteur am gescheiterten Aufstand des Republikanischen Schutzbundes beteiligt.
Amérys prekäre Beziehung zum Judentum zeigt sich in seinem Austritt aus der jüdischen Gemeinde am 5. Dezember 1933, in die er am 15. November 1937, wohl wegen der bevorstehenden Verheiratung, wieder eintrat. Sein Verhältnis zum Judentum blieb gespalten („Meint … Jude sein einen kulturellen Besitz, eine religiöse Verbundenheit, dann war ich keiner und kann niemals einer werden.“ Dennoch: „Ich muss Jude sein und werde es sein, ob mit oder ohne Religion, innerhalb oder außerhalb einer Tradition, ob Jean, Hans oder Jochanaan.“) Das Judesein wurde ihm aber unausweichlich zugeschrieben, dessen wurde er sich spätestens 1935 bewusst, als er in einer Zeitung die Nürnberger Rassengesetze studiert hatte.
Am 12. Dezember 1937 heiratete er in der Israelitischen Kultusgemeinde von Wien die aus Graz stammende Jüdin Regine Berger (* 16. Mai 1915, † vermutlich 1944), recte Baumgarten. Sie begleitete ihn 1938 bei seiner Flucht nach Belgien.

### Flucht, Widerstandsbewegung, KZ-Haft
Aufgrund dringlichen Rates eines Freundes, der ihn bereits in NS-Uniform besuchte, verließ Améry im Jahr des „Anschlusses“ Österreichs an das Deutsche Reich mit seiner Frau Regine am 31. Dezember 1938 die Stadt Wien. Über Köln gelangte er mit Hilfe eines Menschenschmugglers an den Grenzort Kalterherberg und von dort nach Belgien. Der praktisch mittellose Ankömmling wurde vom jüdischen Hilfskomitee in Antwerpen großzügig unterstützt. Um zu überleben, arbeitete Regine Mayer als Verkäuferin von Büstenhaltern, Jean Améry gelegentlich als Möbeltransporteur und als Lehrer an der Ecole Moyenne Juive de Bruxelles.
Nach dem Einmarsch deutscher Truppen am 10. Mai 1940 wurde Améry als „feindlicher Ausländer“ festgenommen und im südfranzösischen Lager Gurs interniert. Währenddessen half die Freundin Maria Eschenauer-Leitner Regine Mayer beim Untertauchen. Sie litt an einem Herzfehler, wurde von den Filles de la Charité de Saint Vincent de Paul gepflegt und starb schließlich in ihrem Brüsseler Versteck. 1941 gelang Améry mit dem Mitgefangenen Jacques Sonnenschein die Flucht. Zurück in Belgien, schloss er sich dem Widerstand gegen den Nationalsozialismus an und beteiligte sich an der in Belgien operierenden Österreichischen Freiheitsfront.
Am 23. Juli 1943 wurde Améry beim Verteilen antinazistischer Flugblätter zusammen mit der Deutschen Marianne Brandt, seiner damaligen Lebensgefährtin, verhaftet und im Hauptquartier der Brüsseler Gestapo im Gefängnis Saint-Gilles/Sint-Gillis inhaftiert. Am selben Tag verlegte man ihn nach Fort Breendonk/Derloven, wo SS-Angehörige ihn folterten: Améry wurde ausgepeitscht und dem Pfahlhängen unterzogen, wodurch ihm die Schultergelenke ausgerenkt wurden. Am 15. Januar 1944 wurde Améry ins Konzentrationslager Auschwitz verbracht, im Juni 1944 als Schreiber im Buna-Werk eingestellt. Hier lernte er Primo Levi kennen. Von diesem trennten ihn später grundlegende Differenzen in der Bewertung des SS-Systems und seiner Helfer. Das KZ Auschwitz Monowitz wurde vom 17. bis 26. Januar 1945 evakuiert, weil die Sowjetarmee näherrückte. Améry wurde ins KZ Mittelbau-Dora, dann ins KZ Bergen-Belsen verschleppt. Am 15. April 1945 wurde dieses, also auch Améry, von britischen Truppen befreit; am 24. April 1945 war er wieder in Brüssel.

### Nach 1945
Leopold Langhammer titulierte Améry im Herbst 1945 als „Dozent und Vortragenden“, um ihn zu protegieren und ihm eine Rückkehr nach Österreich zu ermöglichen; auch sein Jugendfreund Ernst Mayer wollte ihn überreden, wieder nach Österreich zurückzukommen, doch entschied sich Améry dagegen. Selbst nachdem er seinen österreichischen Reisepass zurückbekommen hatte, verzichtete er darauf, in Österreich Wohnsitz zu nehmen, kam aber zu jährlichen Besuchen.
Nach 1945 in Brüssel lebend, arbeitete Améry als Kulturjournalist für verschiedene deutschsprachige Zeitungen der Schweiz. Zeitweise verweigerte er die Publikation seiner Texte in der Bundesrepublik Deutschland. Vom Schreiben konnte Améry jahrelang nur „eher schlecht denn recht“ leben. Die Vermittlung des Radio-Essayisten des Süddeutschen Rundfunks, Helmut Heißenbüttel, verhalf ihm später zu erträglichem finanziellen Auskommen; bereits 1946 hatte Heinz Kühn ihm die Leitung der Abteilung „Künstlerisches Wort“ beim Nordwestdeutschen Rundfunk angeboten.
In Antwerpen hatte sich während der Kriegszeit unter anderem eine freundschaftliche Beziehung zu Maria Eschenauer-Leitner (* 20. März 1911 in Wien; † 2004) ergeben. Diese war katholisch, Tochter des Gemeindebeamten Georg Eschenauer und seiner Frau Maria, geb. Appel. Am 30. August 1936 hatte sie Dr. Rudolf Leitner geheiratet, der „mosaischen Glaubensbekenntnisses“ und als Handelsagent tätig war. Beide emigrierten 1938 nach Belgien und 1941 nach New York. Maria Eschenauer-Leitner half nach der Festnahme von Améry dessen Frau Regine Mayer unterzutauchen. In New York konnte sich Maria Eschenauer-Leitner eine gesicherte Existenz aufbauen, während ihr Mann aufgrund chronischer Depressionen nicht mehr handlungsfähig war. 1948 verließ sie ihren Mann zugunsten von Améry. Juristisch wirksam wurde sie von Leitner am 25. Januar 1955 in Wien geschieden. Im selben Jahr heirateten sie und Améry in Wien-Währing. Maria Améry wurde zur „grauen Eminenz“ seines Werkes. Sie ist mit Jean Améry auf dem Wiener Zentralfriedhof begraben.
1968 lernte Améry auf Vermittlung von Hedwig (Hety) Schmitt-Maaß (1918–1983) die österreichisch-amerikanische Germanistin Mary Cox-Kitaj (1924–1997) kennen. Daraus ergab sich eine leidenschaftliche ménage à trois. Im Herbst 1970 ließ sich Cox-Kitaj mit ihren beiden Kindern Kathy und Paul in Brüssel nieder, vorgeblich um ihre Dissertation zu Ende zu schreiben. Aus der anfangs „glücklichen Leidenschaft“ resultierten gravierende Spannungen, als die Ehefrau Amérys 1973 aus der Dreierbeziehung ausgeschlossen wurde und er eine Exklusivbeziehung mit Mary Cox-Kitaj anstrebte. Diese begleitete ihn auf seiner letzten Lesereise durch Deutschland. Diese Reise brach Améry in Marburg ab, da er Sehnsucht nach dem Salzkammergut hatte. Cox-Kitaj begleitete ihn angeblich noch bis an die Grenze von Österreich, er selbst reiste nach Salzburg weiter, wo er im Hotel „Österreichischer Hof“ abstieg.

### Amérys Tod in Salzburg

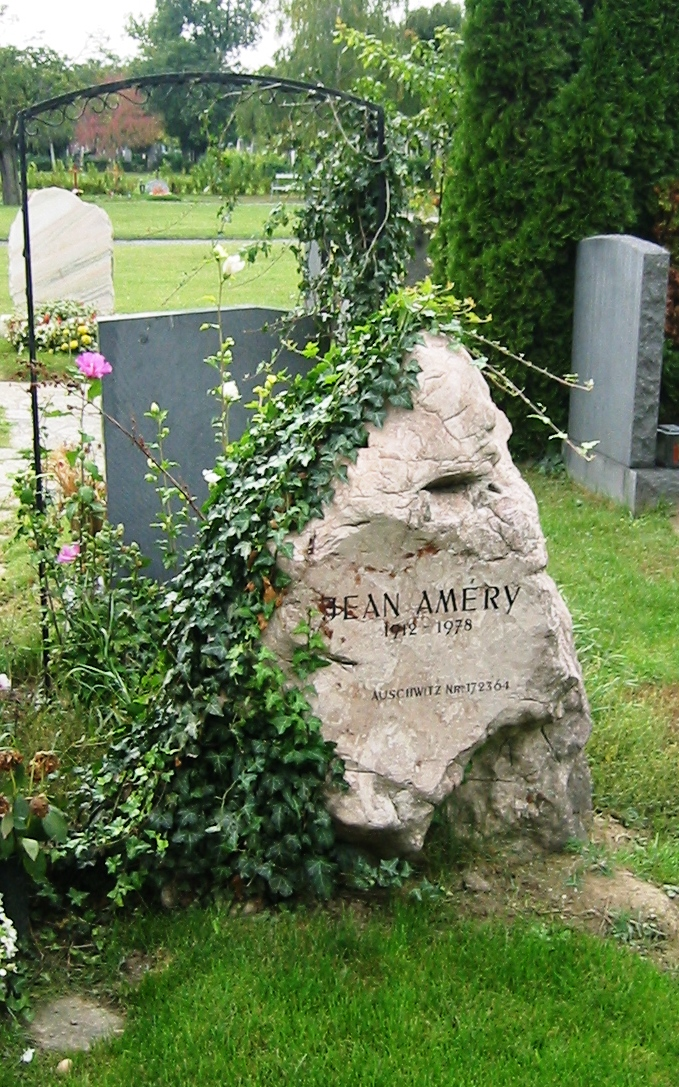
Ehrengrab auf dem Wiener Zentralfriedhof, Jean Améry Auschwitz Nr. 172364

Am 20. Februar 1974 hatte Améry in Brüssel erstmals versucht, sich das Leben zu nehmen. Sein Freund Kurt Schindel fand ihn bereits im Koma liegend vor, er wurde aber in der Clinique Saint-Jean gerettet. In seinen Abschiedsbriefen gab er als Grund seines Suizidversuches an, wegen seiner Depressionen seinen Beruf als Schriftsteller nicht mehr ausüben zu können.
1978 vollzog Améry im Salzburger Hotel „Österreichischer Hof“ (heute Hotel Sacher Salzburg) mit einer Überdosis Schlaftabletten den Suizid. Er erhielt ein ehrenhalber gewidmetes Grab auf dem Wiener Zentralfriedhof (Gruppe 40, Nummer 132). In seinem zwei Jahre zuvor veröffentlichten Buch Hand an sich legen. Diskurs über den Freitod hatte er geschrieben: „Wer abspringt, ist nicht notwendigerweise dem Wahnsinn verfallen, ist nicht einmal unter allen Umständen ‚gestört‘ oder ‚verstört‘. Der Hang zum Freitod ist keine Krankheit, von der man geheilt werden muß wie von den Masern.“ „Der Freitod ist ein Privileg des Humanen.“
Zu seinem Gedenken stiftete seine Witwe 1982 den Jean-Améry-Preis für Essayistik.

## Werk
Die frühen literarischen Versuche Amérys wurden nicht veröffentlicht. Vor allem sein Jugendwerk Die Schiffbrüchigen konnte er trotz freundlicher Worte durch Thomas Mann und Robert Musil nicht in einem Verlag unterbringen. Zumindest ein Kapitel wurde von Hermann Hakel in dem von ihm herausgegebenen Jahrbuch 1935 abgedruckt. Später erinnerte sich Hakel sehr unfreundlich an Améry („naturbewegter Nebelbruder“, „dumpfe Aggressivität“, „Hang zu doktrinären Behauptungen“).
Seine Erfahrungen in den nationalsozialistischen Konzentrationslagern verarbeitete Jean Améry in seiner Essaysammlung Jenseits von Schuld und Sühne, einem Werk, mit dessen Veröffentlichung er 1966 im deutschsprachigen Raum bekannt wurde und das zu den zentralen Texten der deutschsprachigen Holocaustliteratur gehört. Im Folgejahr warf er Theodor W. Adorno vor, in einer „von sich selber bis zur Selbstblendung entzückte[n] Sprache“ aus Auschwitz unter dem Titel „absolute Negativität“ philosophisch Kapital zu schlagen.
1969 veröffentlichte Améry in der Zeit den Essay Der ehrbare Antisemitismus, in dem er sich mit dem fortbestehenden Judenhass nach 1945 und insbesondere einem auf Israel projizierten Antisemitismus in linksintellektuellen Kreisen auseinandersetzte. Er schlussfolgerte: Wenn aus dem geschichtlichen Verhängnis der Juden- beziehungsweise Antisemitenfrage, zu dem durchaus auch die Stiftung des nun einmal bestehenden Staates Israel gehören mag, wiederum die Idee einer jüdischen Schuld konstruiert wird, dann trägt hierfür die Verantwortung eine Linke, die sich selber vergißt. Er thematisierte damit als einer der ersten „antisemitische Tendenzen in der deutschen Linken“. Zeitlebens verstand Améry sich selbst als Teil der Linken und versuchte, diese zu reformieren.
1977 äußerte er sich im Beitrag The limits of solidarity. On diaspora Jewry’s relationship to Israel, 2021 neu aufgelegt im Sammelband Essays on Antisemitism, Anti-Zionism, and the Left, kritisch zur Regierung von Menachem Begin und meinte, der Zeitpunkt sei gekommen, um auf einer „imaginären Landkarte der Moral“ die Grenzen der Solidarität zu bezeichnen, die das Diasporajudentum mit Israel verbindet. Am „Solidaritätspakt mit dem Land“ Israel wollte er festhalten. Er empörte sich darüber, dass Begin die Besatzung des Westjordanlandes als eine „Befreiung“ bezeichnet hatte.
Ein wichtiges literarisches Werk ist der 1974 erschienene „Roman-Essay“ Lefeu oder der Abbruch, in dem der Protagonist Lefeu – eine Hommage an Amérys Freund, den Maler Erich Schmid – eine Ästhetik des Verfalls und des Neinsagens entwirft. In seinem letzten zu Lebzeiten erschienenen Buch Charles Bovary, Landarzt. Porträt eines einfachen Mannes eröffnete Améry die Anklage gegen Gustave Flaubert, den Autor der Madame Bovary, der die Figur des Charles Bovary in seinem Roman vernachlässigt und verzeichnet habe.

## Auszeichnungen / Ehrungen
- 1959: Croix du Prisonnier Politique 1940–1945, verliehen durch das Königreich Belgien am 25. Oktober 1959
- 1970: Deutscher Kritikerpreis
- 1972: Literaturpreis der Bayerischen Akademie der Schönen Künste
- Ehrenmitgliedschaft im österreichischen PEN-Club
- 1977: Preis der Stadt Wien für Publizistik
- 29. März 1977: Lessing-Preis durch den Senat der Freien und Hansestadt Hamburg
- 1978: Mitglied der Deutschen Akademie für Sprache und Dichtung

## Werke (Auswahl)
Originalausgaben
- Charles Bovary, Landarzt. Porträt eines einfachen Mannes. Klett, Stuttgart 1978.
- Hand an sich legen. Diskurs über den Freitod. Klett, Stuttgart 1976.
- Lefeu oder Der Abbruch. Roman-Essay, Klett, Stuttgart 1974.
- mit Iring Fetscher: Ideologie und Motivation. Colloquium, Berlin 1973.
- Unmeisterliche Wanderjahre. Klett, Stuttgart 1971.
- Widersprüche. Klett, Stuttgart 1971.
- mit Friedrich Heer und Wolf-Dieter Marsch: Über die Tugend der Urbanität. Klett, Stuttgart 1969.
- Über das Altern. Revolte und Resignation. Klett, Stuttgart 1968.
- Jenseits von Schuld und Sühne. Bewältigungsversuche eines Überwältigten. Essays. Szczesny, München 1966
- Winston S. Churchill. Ein Jahrhundert Zeitgeschichte. Bucher, Luzern/Frankfurt 1965.
- Gerhart Hauptmann. Der ewige Deutsche. Stieglitz, Mühlacker 1963.
- Im Banne des Jazz. Bildnisse grosser Jazz-Musiker. Müller, Rüschlikon-Zürich 1961.
- Geburt der Gegenwart. Gestalten und Gestaltung der westlichen Zivilisation seit Kriegsende. Walter, Olten/Freiburg 1961.
- Teenager-Stars, Idole unserer Zeit. Müller, Rüschlikon-Zürich 1960.
- Karrieren und Köpfe. Bildnisse berühmter Zeitgenossen. Thomas, Zürich 1955.

Postum erschienen:
- Die Schiffbrüchigen. Roman. Erstdruck nach einem knapp 400-seitigen Typoskript aus dem Nachlass im DLA, vermutlich aus den Jahren 1934 und 1935 (auszugsweise als Die Entwurzelten 1935 im Wiener Jahrbuch 1935 erschienen). Klett, Stuttgart 2007, ISBN 978-3-608-93663-6.
- Cinéma. Texte zum Film. Klett, Stuttgart 1994.
- Der integrale Humanismus. Zwischen Philosophie und Literatur. Aufsätze und Kritiken eines Lesers 1966–1978. Klett, Stuttgart 1985.
- "Weiterleben – aber wie?" Essays 1968–1978. Klett, Stuttgart 1982.
- Bücher aus der Jugend unseres Jahrhunderts. Klett, Stuttgart 1981.
- Örtlichkeiten. Nachwort Manfred Franke. Klett, Stuttgart 1980.
- Der neue Antisemitismus. Vorwort Irene Heidelberger-Leonard. Klett, Stuttgart 2024.

Werkausgabe
- Werke in neun Bänden. Klett, Stuttgart 2002 ff.

Hörbücher & Film
- Jenseits von Schuld und Sühne. Gelesen von Peter Matić. mOceanOTonVerlag, Vertrieb Grosser+Stein, 2007, ISBN 978-3-86735-209-3.
- Lefeu oder Abbruch. Gelesen von Jean Améry. mOceanOTonVerlag, Vertrieb Grosser+Stein, 2007, ISBN 978-3-86735-210-9.
- Die Tortur. Gelesen von Jean Améry, nach einem Essay von ihm. Film von Dieter Reifarth, Vertrieb absolut MEDIEN, 2018, ISBN 978-3-8488-2010-8
  - Rezension von Jonas Engelmann: Nicht mehr heimisch in der Welt. Der Essay "Die Tortur (1966). In "Dschungel", Beilage zu jungle world, 47, 22. November 2018, S. 10f. (auch online)

## Interview
- ZDF – „Zeugen des Jahrhunderts“ – Jean Améry im Gespräch mit Ingo Hermann (Erstausstrahlung: Aufzeichnung von Sommer 1978) bei YouTube
- Der Grenzgänger. Jean Améry im Gespräch mit Ingo Hermann. Lamuv Verlag, Göttingen 1992.